# Indocnemis ambigua
Indocnemis ambigua – gatunek ważki z rodziny pióronogowatych (Platycnemididae). Stwierdzony w północnym Wietnamie oraz regionie autonomicznym Kuangsi w południowych Chinach.